# Аперитив

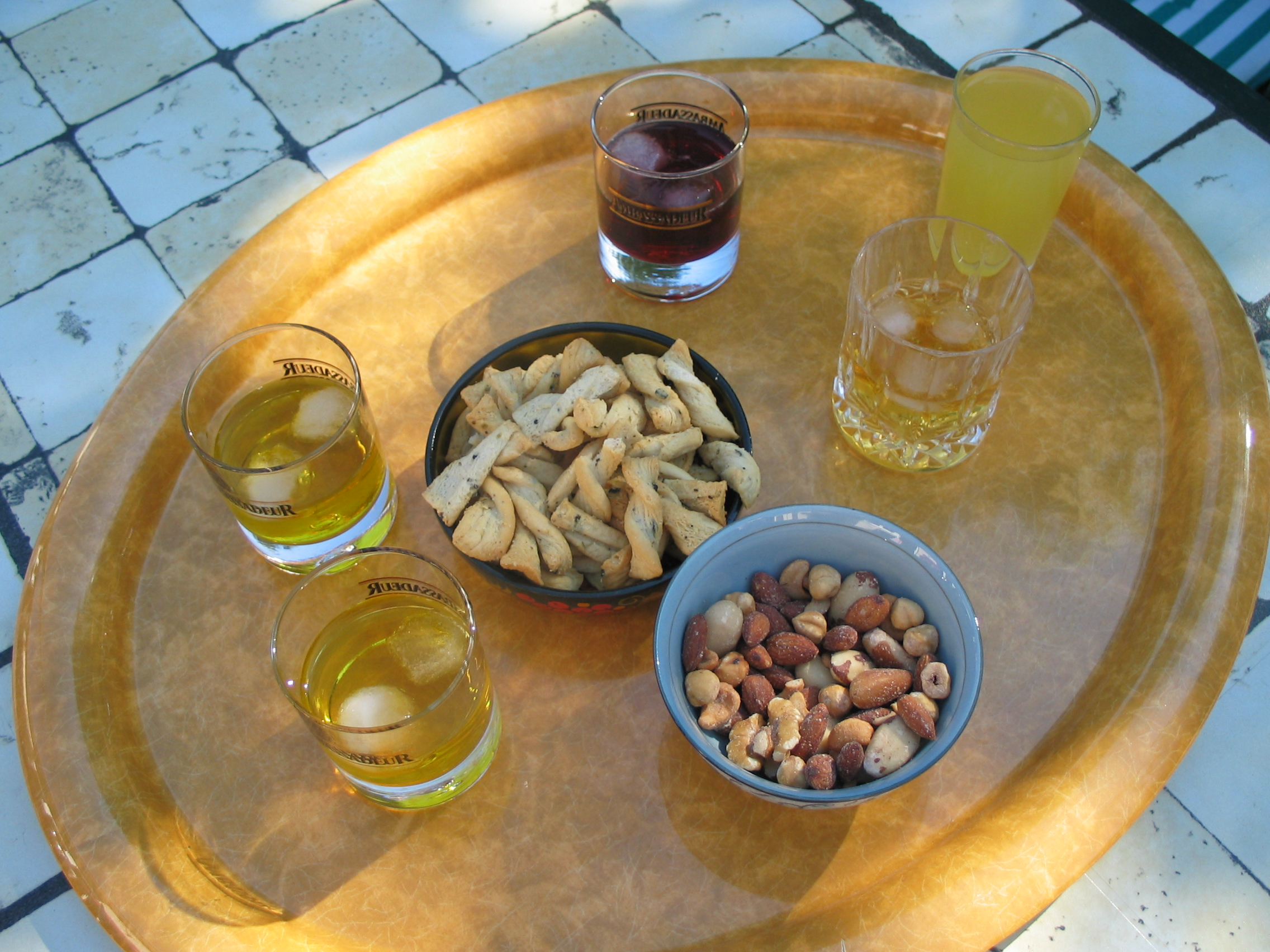
Аперитив перед обідом

Аперитив (фр. apéritif, від лат. aperīre «відкривати») — напій, що передує їжі і своїм гіркуватим або солодкуватим смаком стимулює появу апетиту, слиновиділення, готує рецептори для сприйняття їжі, стимулює виділення шлункового соку.

## Види аперитивів

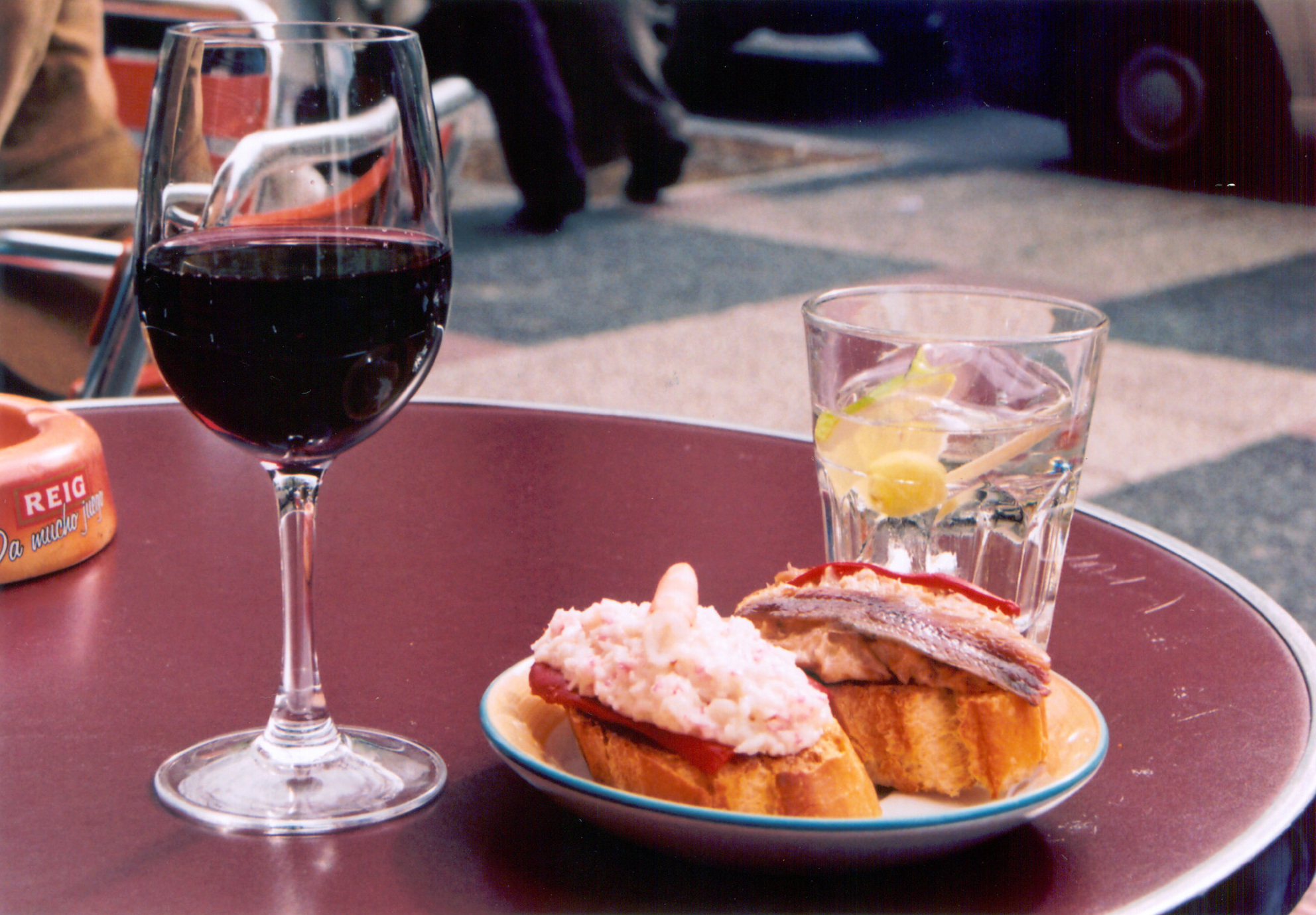
Аперитив в іспанському стилі

Зазвичай алкогольний, але буває і безалкогольний. Іноді вживається з легкою закускою.
Аперитиви ділять на три групи: одинарні, комбіновані і змішані. 
- Одинарним називається аперитив, що складається тільки з одного напою, наприклад подають тільки один вид соку або мінеральної води.
- Комбінований аперитив складається з декількох напоїв, що подаються одночасно, наприклад мінеральна вода, соки і вино.
- Змішані аперитиви складаються зі спеціально приготовлених сумішей різних напоїв, наприклад коктейлів.

Часто використовують сік овочів і фруктів, мінеральну воду. У деяких народів як аперитив застосовується молоко (фінська кухня), зелений чай (середньоазіатська і японська), кумис (башкирська, казахська, киргизька), айран (азербайджанська, північнокавказька), тарак (бурятська кухня). У наш час як аперитив використовують Пастис, Кампарі, Мартіні, Чинзано, Дюбон, Ліле, різновиди ратафії тощо.